# بدر المرشدي
بدر المرشدي لاعب كرة قدم سعودي ويلعب في الوسط.
لعب سابقاً في أندية اللواء والهلال في الفئات السنية وبعدها لعب مع الشعلة والجبلين واللواء و الخلود.